# 惠州卫生职业技术学院
惠州卫生职业技术学院，简称惠州卫职院，学院始建于1958年，是经广东省人民政府批准、报教育部备案设立的全日制公办普通高等院校，是广东省内第一所卫生类职业技术学院，学院代码：14408。